# IC 1166/2
IC 1166/2 је спирална галаксија у сазвијежђу Сјеверна круна која се налази на листи објеката дубоког неба у Индекс каталогу.
Деклинација објекта је + 26° 19' 45" а ректасцензија 16h 2m 9,0s. Привидна величина (магнитуда) објекта IC 1166 износи 14,7 а фотографска магнитуда 15,5. IC 11662 је још познат и под ознакама MK 867, CGCG 137-18, PGC 1771884.